# Лонато-дель-Гарда
Лона́то-дель-Га́рда (итал. Lonato del Garda, до 1 июля 2007 года — Лона́то, ломб. Lunà, местн. Lonàt) — город и коммуна в Италии, в провинции Брешиа области Ломбардия.
Население составляет 13 571 человек (на 2004 г.), плотность населения — 173 чел./км². Занимает площадь 70 км². Почтовый индекс — 25017. Телефонный код — 030.
Покровителем населённого пункта считается святой Иоанн Креститель. Праздник ежегодно празднуется 24 июня.